# Morten Dahlin

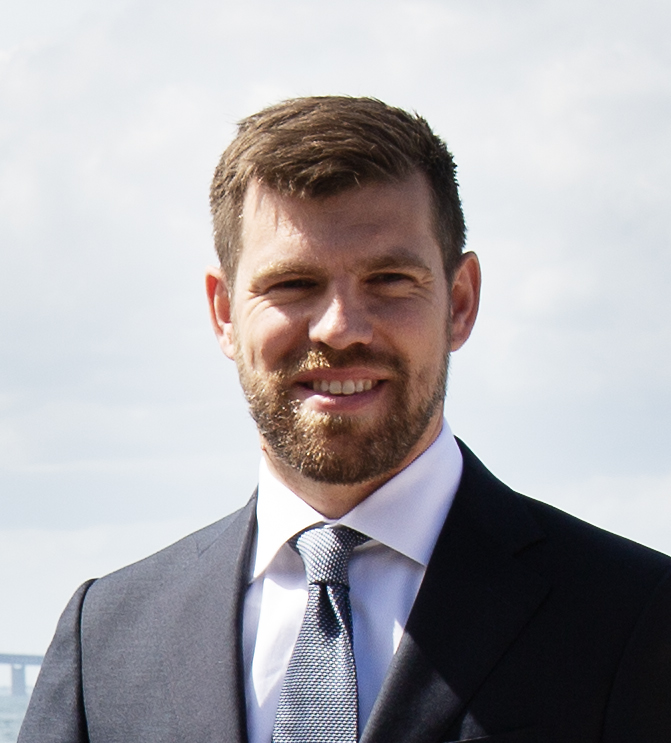
Morten Dahlin

Morten Dahlin (* 1. Mai 1989 in Hvidovre) ist ein dänischer Politiker der Venstre-Partei. Seit 2019 sitzt er im dänischen Parlament. Seit dem 23. November 2023 ist er als Minister für Städte, den Ländlichen Raum, Kirchenangelegenheiten und Nordische Zusammenarbeit Teil der Regierung seines Landes.

## Werdegang

### Leben und Ausbildung
Dahlin wuchs in Greve auf. Nach dem Abitur leistete er zunächst seinen Wehrdienst in Vordingborg ab, bevor er ein Studium der Betriebswirtschaftslehre und Unternehmenskommunikation an der Copenhagen Business School aufnahm, welches er 2012 mit einem Bachelor-Grad abschloss. Von 2013 bis zu seinem Einzug in den Folketing arbeitete er als Kommunikationsberater, unter anderem für den dänischen Telekommunikationsanbieter TDC.

### Politische Karriere
2009 wurde er erstmals für die liberalkonservative Venstre-Partei in den Stadtrat seiner Heimatstadt Greve gewählt und übte dieses Mandat bis 2023 aus. Von 2011 bis 2013 stand er der nationalen Jugendorganisation der Venstre, Venstres Ungdom, vor.
Bei der Folketingswahl 2015 kandidierte Dahlin im Großwahlkreis Seeland (Sjællands Storkreds) erstmals für das nationale Parlament, verfehlte den Einzug jedoch. Dies gelang ihm bei der folgenden Parlamentswahl 2019. Bei der vorgezogenen Folketingswahl 2022 konnte er trotz der allgemeinen Verluste seiner Partei sein Mandat erneut verteidigen. In der Venstre-Fraktion bekleidete er im Anschluss zunächst das Amt des Politischen Sprechers (politisk ordfører). Im November 2023 berief ihn der neugewählte Parteivorsitzende Troels Lund Poulsen im Zuge einer Kabinettsrochade der Venstre-Parteiminister zum neuen Minister für den Ländlichen Raum, Kirchenangelegenheiten und Nordische Zusammenarbeit im Kabinett Frederiksen II. Er ersetzt in dieser Funktion Louise Schack Elholm. Dahlin trat sein neues Amt am 23. November 2023 an.

## Privates
Dahlin ist verheiratet und Vater einer Tochter. Er lebt mit seiner Familie in Greve.